# Cotswolds (circonscription du Parlement européen)
Cotswolds (parfois appelés "The Cotswolds")  étaient une circonscription du Parlement européen couvrant les comtés du Gloucestershire et de l'Oxfordshire en Angleterre.
Avant l’adoption uniforme de la représentation proportionnelle en 1999, le Royaume-Uni utilisait le système uninominal à un tour pour les élections européennes en Angleterre, en Écosse et au pays de Galles. Les conscriptions du Parlement européen utilisées dans ce système étaient plus petites que les circonscriptions régionales les plus récentes et ne comptaient chacune qu'un seul membre au Parlement européen.

## Limites
Lors de sa création en 1979, il se composait des circonscriptions du Parlement de Westminster de Banbury, Cheltenham, Cirencester and Tewkesbury, Gloucester, Mid Oxfordshire, Oxford et Stroud. À partir de 1984, il se composait de Banbury, Cheltenham, Cirencester and Tewkesbury, Gloucester, Stratford-on-Avon, Stroud and Witney. À partir de 1994, il se composait de Cheltenham, Cirencester and Tewkesbury, Gloucester, Stroud, West Gloucestershire et Witney.

## Membre du Parlement européen
| Élection | Élection | Portrait               | Membre                           | Parti                  |
| -------- | -------- | ---------------------- | -------------------------------- | ---------------------- |
|          | 1994     |                        | Sir Henry (plus tard Lord) Plumb | Conservateur           |
| 1999     | 1999     | circonscription abolie | circonscription abolie           | circonscription abolie |

## Résultats des élections
Les candidats élus sont indiqués en gras.
| Parti         | Parti                                  | Candidat         | Voix    | %    | ± |
| ------------- | -------------------------------------- | ---------------- | ------- | ---- | - |
|               | Conservateur                           | Sir Henry Plumb  | 109,139 | 58,6 | ' |
|               | Travailliste                           | J.A. Honeybone   | 37,713  | 20,3 |   |
|               | Liberal                                | Miss M.E. Burton | 27,916  | 15,0 |   |
|               | United Against the Common Market       | D.C.T. Bennett   | 11,422  | 6,1  |   |
| Majorité      | Majorité                               | Majorité         | 71,426  | 38,3 |   |
| Participation | Participation                          | Participation    | 186,190 |      |   |
|               | Conservateur vainqueur (nouveau siège) |                  |         |      |   |

| Parti         | Parti                | Candidat             | Voix    | %    | ±     |
| ------------- | -------------------- | -------------------- | ------- | ---- | ----- |
|               | Conservateur         | Sir Henry Plumb      | 94,740  | 53,5 | -5.1  |
|               | Liberal              | Miss M.E. Burton     | 45,798  | 25,8 | +10.8 |
|               | Travailliste         | Mrs. J.A. Royall     | 36,738  | 20,7 | +0.4  |
| Majorité      | Majorité             | Majorité             | 48,942  | 27,7 | -10.6 |
| Participation | Participation        | Participation        | 177,276 |      |       |
|               | Conservateur retenir | Conservateur retenir | Swing   |      |       |

| Parti         | Parti                | Candidat             | Voix    | %    | ±     |
| ------------- | -------------------- | -------------------- | ------- | ---- | ----- |
|               | Conservateur         | Lord Plumb           | 94,852  | 45,1 | -8.4  |
|               | Green                | Mrs. M.S. Limb       | 49,174  | 23,4 | New   |
|               | Travailliste         | T. Levitt            | 48,180  | 22,9 | +2.2  |
|               | SLD                  | L.A. Rowe            | 18,196  | 8,6  | -17.2 |
| Majorité      | Majorité             | Majorité             | 45,678  | 21,7 | -6.0  |
| Participation | Participation        | Participation        | 210,402 |      |       |
|               | Conservateur retenir | Conservateur retenir | Swing   |      |       |

| Parti         | Parti                | Candidat             | Voix    | %    | ±     |
| ------------- | -------------------- | -------------------- | ------- | ---- | ----- |
|               | Conservateur         | Lord Plumb           | 67,484  | 34,5 | -10.6 |
|               | Travailliste         | Mrs. Tess J. Kingham | 63,216  | 32,3 | +9.4  |
|               | Libéral Démocrate    | J.C. Thomson         | 44,269  | 22,7 | +14.1 |
|               | New Britain          | M.D. Rendell         | 11,044  | 5,7  | New   |
|               | Green                | D. McCanlis          | 8,254   | 4,2  | New   |
|               | Natural Law          | H.W. Brighouse       | 1,151   | 0,6  | New   |
| Majorité      | Majorité             | Majorité             | 4,268   | 2,2  | -19.5 |
| Participation | Participation        | Participation        | 195,418 |      |       |
|               | Conservateur retenir | Conservateur retenir | Swing   |      |       |